# 横綱 (摔角手)
横綱（英語：Yokozuna，1966年10月2日—2000年10月23日），本名羅德尼·阿加土布·安諾伊（英語：Rodney Agatupu Anoaʻi），是世界摔角娛樂（WWE）旗下的已故職業摔角選手。
横綱的摔角事業中，横綱已成為世界摔角娛樂名人堂入選者（2012年）。横綱曾是兩次WWF冠軍、兩次WWF雙打冠軍（與歐文·哈特）及一次皇家大戰冠軍（1993年）。